# Zamenis
Genre
Synonymes
- Rhinechis Michahelles, 1833

Zamenis est un genre de serpents de la famille des Colubridae.

## Répartition
Les six espèces de ce genre se rencontrent en Europe et au Moyen-Orient.

## Liste des espèces
Selon The Reptile Database (30 décembre 2015) :
- Zamenis hohenackeri (Strauch, 1873)
- Zamenis lineatus (Camerano, 1891)
- Zamenis longissimus (Laurenti, 1768) - Couleuvre d'Esculape
- Zamenis persicus (Werner, 1913)
- Zamenis scalaris (Schinz, 1822) - Couleuvre à échelons
- Zamenis situla (Linnaeus, 1758) - Couleuvre léopard

## Publication originale
- Wagler, 1830 : Natürliches System der Amphibien, mit vorangehender Classification der Säugetiere und Vögel. Ein Beitrag zur vergleichenden Zoologie. 1.0. Cotta, München, Stuttgart and Tübingen, p. 1-354 (texte intégral).